# Distrikt San Miguel de El Faique
Der Distrikt San Miguel de El Faique liegt in der Provinz Huancabamba der Region Piura in Nordwest-Peru. Der Distrikt wurde am 29. Januar 1965 gegründet. Er hat eine Fläche von 208 km². Beim Zensus 2017 lebten 9184 Einwohner im Distrikt. Im Jahr 1993 betrug die Einwohnerzahl 9044, im Jahr 2007 9096. Verwaltungssitz ist die 1050 m hoch gelegene Ortschaft San Miguel de El Faique mit 1143 Einwohnern (Stand 2017). San Miguel de El Faique liegt 25 km südwestlich der Provinzhauptstadt Huancabamba.

## Geographische Lage
Der Distrikt San Miguel de El Faique liegt in der peruanischen Westkordillere im südlichen Westen der Provinz Huancabamba. Die Längsausdehnung in Ost-West-Richtung beträgt knapp 33 km. Der Fluss Río Pusmalca, ein rechter Nebenfluss des Río Piura, fließt entlang der nordwestlichen Distriktgrenze nach Westen und entwässert das Areal. Entlang der östlichen Distriktgrenze verläuft die kontinentale Wasserscheide.
Der Distrikt San Miguel de El Faique grenzt im Norden an den Distrikt Canchaque, im Osten an den Distrikt Sondorillo, sowie im Süden an den Distrikt Huarmaca sowie im Südwesten an den Distrikt Salitral (Provinz Morropón).

## Ortschaften im Distrikt
Im Distrikt San Miguel de El Faique gibt es neben dem Hauptort folgende größere Ortschaften:
- Calangla (331 Einwohner)
- Chanro (297 Einwohner)
- El Higuerón (248 Einwohner)
- Loma Larga Baja (478 Einwohner)
- Machay